# Efebo Westmacott
L'Efebo Westmacott è una copia della scultura di Policleto Cinisco di Mantinea, databile al 450 a.C. circa e nota solo da copie successive, tra cui la migliore, che dà anche il nome al tipo, è nel British Museum di Londra.

## Storia e descrizione
Rappresenta la statua di un giovane con la struttura del corpo certamente policletea. Ma all'artista argivo può essere riferito anche l'ovale del viso e i tipici capelli appiattiti a calotta. La gamba portante è la sinistra, caso unico tra le sculture di Policleto. La gamba destra è invece flessa e portata indietro. Anche la testa è reclinata dal lato destro, mentre il braccio sinistro è a riposo. Il ritmo chiastico è quindi invertito rispetto a quello del Doriforo. Si tratta comunque di un'opera che non sembra pensabile prima del Doriforo. L'ipotesi più accreditata propone di vedere nell'Efebo un vincitore di una gara ginnica che si incorona. Tracce di una corona in metallo sarebbero infatti ancora visibili in una copia della testa conservata a Londra. Non mancano però altre ipotesi: la mano destra poteva tenere uno strigile o una benda sciolta.
È stato tra l'altro proposto di riconoscere nell'Efebo il giovane Kynìskos, vincitore a Olimpia di una gara di pugilato. Per quanto riguarda la datazione va tenuto presente che, probabilmente, gli autori del fregio del Partenone (databile tra il 445 e il 438) si ispirarono proprio a questa scultura, certamente famosa nell'antichità.

## Altre immagini

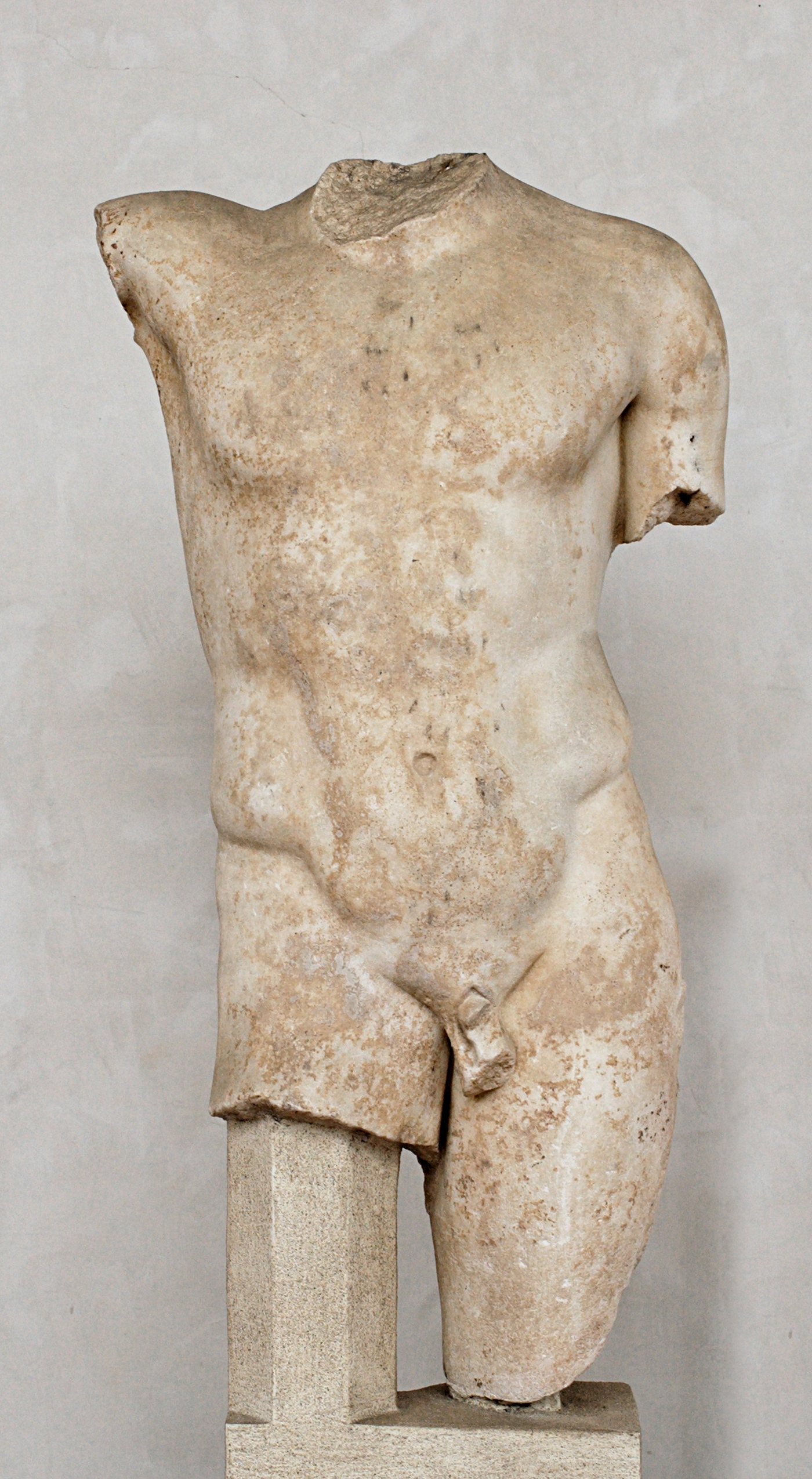
Un torso nel Museo delle Terme a Roma